# Raspinell maculat de l'Índia
El raspinell maculat de l'Índia(Salpornis spilonota) és un ocell de la família dels cèrtids (Certhiidae).

## Hàbitat i distribució
Habita boscos i sabanes de l'Índia central.

## Taxonomia
Era considerat l'única espècie del gènere Salpornis i de la subfamília dels salpornitins (Salpornithinae), però aquest gènere es va dividir en dues espècies arran els treballs de Tietze et Martens 2010.